# Abd al-Malik ibn Qatan al-Fihri

Abd al-Málik ibn Qatan al-Fihri (en árabe عبد الملك بن قطن الفهري) (m. Córdoba, 741), fue el decimoquinto y decimoséptimo valí de al-Ándalus (732-734 y 741). Fue padre de Qatan y Umayya, que pelearon junto a él para sofocar la revuelta bereber en la península ibérica.
Fue nombrado valí de al-Ándalus por el valí de Ifriqiya, después de que Abd ar-Rahman ibn Abd Allah al-Gafiqi muriera cerca de Poitiers, en la batalla de Poitiers. Esta derrota impedía proseguir las campañas militares en el norte, pero solo de manera temporal. No ponía fin al poder musulmán, ni podía evitar futuros ataques.
Abd al-Málik organizó una nueva expedición en el año 733 y las tropas árabes se dirigieron desde Narbona hasta el Ródano y remontaron este río, efectuando saqueos en la región de poca trascendencia militar.
En el año 734 Abd al-Málik intentó ocupar Pamplona, donde era probable que se hubiera establecido un cuerpo de francos de apoyo, destinado a prevenir nuevas incursiones hacia Aquitania como la del 732. El ataque a la ciudad fracasó. Una parte del ejército árabe se ocupó del asedio y el resto prosiguió su avance hacia el norte y pudieron atravesar los Pirineos y entrar en Gascuña, donde obtuvieron al menos una victoria, pero donde acabaron completamente derrotados por una fuerza militar integrada exclusivamente por vascones. Abd al-Málik salvó la vida y pudo volver a al-Ándalus.
Dos años después de su nombramiento fue destituido debido a su fracaso militar y sustituido por un nuevo valí, Uqba ibn al-Hayyach al-Saluli.
Sintiendo este cerca la muerte, designó (o fue obligado a designar) a Abd al-Málik como su sucesor, quien ocupó el cargo en el año 741. En ese momento, la sublevación bereber del Magreb se había extendido a al-Ándalus y Abd al-Málik quiso hacerle frente con la ayuda de las tropas sirias de Balch ibn Bishr al-Qushayri, quien lo destituyó una vez sofocada la rebelión bereber y se hizo proclamar valí por sus propias tropas.
Abd al-Málik fue encarcelado en Córdoba y crucificado por su sobrino Balch ibn Bishr al-Qushairi ese mismo año a raíz de un problema con unos rehenes sirios en Algeciras.